# Slkuni
Els Slkuni o Slakuni van ser una família de nakharark d'Armènia amb feu hereditari a la comarca de Slkuniq, al Tauruberan. Es creu que eren les restes d'un enclavament del poble sala que junt amb els manneus són esmentats com a pobles veïns l'un de l'altre als registres hitites. A les fonts armènies són veïns els Mandakuni i els Slkuni. Moisès de Khorèn diu erròniament que eren una dinastia hàikida.
Ayruk Slkuni va participar en la rebel·lió armènia del 451. Moisès de Khorèn pensa que els Mamiconis haurien adquirit el Slkuniq en temps de Tiridates III el Gran, del 287 al 297 rei a Armènia Occidental sota protectorat romà, i del 297 al 298 rei a tota Armènia, també sota protectorat romà, però és segur que els prínceps d'aquesta família van existir fins al segle v, i segurament es van extingir després de la rebel·lió del 451, coneguda com a Revolta d'Ingilena, quan Vardanes I Mamiconi es va aixecar contra el rei persa Isdigerdes II. Els territoris dels slkuni haurien passat als Mamiconis.